# Ralph Meyer

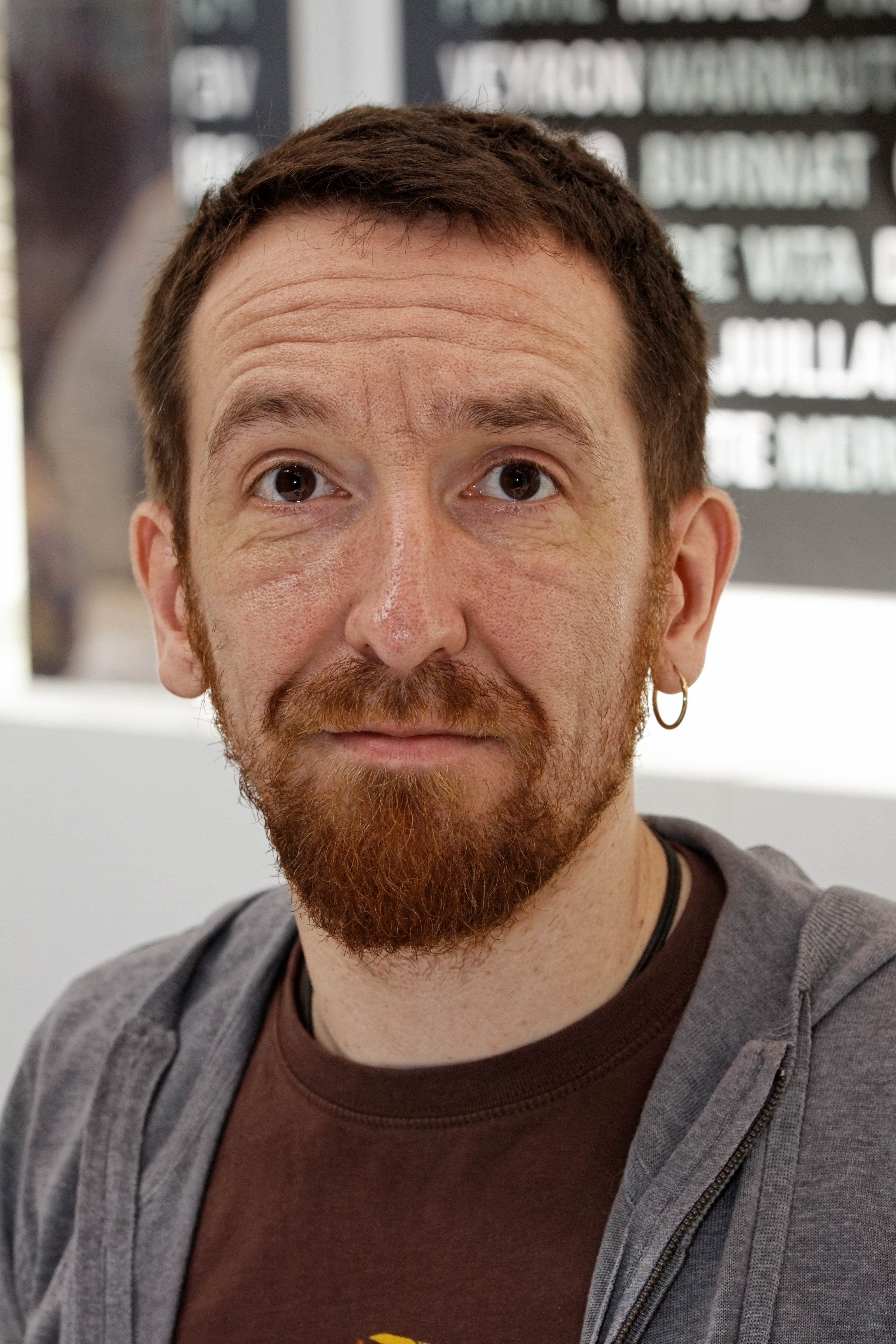
Ralph Meyer auf dem Salon du livre 2012, Paris

Ralph Meyer (* 11. August 1971 in Paris) ist ein französischer Comiczeichner. In Deutschland verbuchte er mit seinem Erstlingswerk Tödliches Wiegenlied einen Achtungserfolg, inzwischen ist er hierzulande vor allem für seine bei Splitter erscheinende Western-Serie Undertaker bekannt. Die von ihm gezeichneten Comics liegen fast vollständig auch in deutscher Übersetzung vor (lediglich sein Beitrag zu der Anthologie-Serie Paroles de... fehlt noch).

## Leben

### Anfänge
Als Kind las Meyer sowohl den humorvollen Gaston, die Abenteuer von Blake und Mortimer wie auch Superhelden in Strumpfhosen, die das Magazin Strange bevölkerten. Als Teenager entdeckte er der Arbeit von Giraud/Moebius, was einen erheblichen Einfluss auf sein eigenes, zukünftiges Werk hatte. Im Alter von zwanzig Jahren verließ er Paris und ging nach Belgien, um am Lütticher Institut Saint-Luc Illustrations- und Comic-Kurse zu belegen. Am Ende seiner dreijährigen Ausbildung an der École Supérieure des Arts Saint-Luc stellte er sich erfolglos mit verschiedenen Projekten bei mehreren Verlagen vor. 1996 beschloss er, seine Arbeit dem Szenaristen und Zeichner Tome vorzustellen. Dieser bot ihm eine besonders düstere Geschichte an, von der ein Jahr später der erste Band erschien: Das Herz eines Taxifahrers ist der erste Teil der Trilogie Tödliches Wiegenlied (dt. 2000 bei Speed, eine aktuelle dt. Gesamtausgabe erschien bei schreiber & leser unter dem Titel Sleep little Baby).
Er gründete mit anderen Autoren die Atelier-Gemeinschaft P.J.A.D. („Parfois j'ai dur“), in der das Album Welt ohne Zukunft entstand, das er zusammen mit seinem Freund Bruno Gazzotti nach einem Szenario von Fabien Vehlmann zeichnete (auf Deutsch in ZACK 47 bis ZACK 51 erschienen). Anschließend startete er, wieder mit Vehlmann, die Science-Fiction-Serie IAN, welche inzwischen vollständig im Piredda Verlag veröffentlicht wurde.

### Erfolge, Preise, weitere Veröffentlichungen
2008 markiert der erste Band des XIII-Ablegers XIII Mystery die erste Zusammenarbeit Meyers mit Xavier Dorison. Für das Album erhält er 2009 den Brüsseler Grand Prix Saint-Michel als bester Zeichner. Als Meyer einige Jahre später erneut mit Dorison bei der Serie Undertaker zusammenarbeitet, kann er diesen Erfolg wiederholen: Für den ersten Band wird er 2015 erneut als bester Zeichner mit diesem renommierten Preis und ältesten europäischen Comic-Auszeichnung prämiert. Zwischen diesen beiden ausgezeichneten Alben liegt eine weitere Zusammenarbeit mit Dorison, der 2012/13 erschienene Zweiteiler Asgard (auf Deutsch 2013 in einer einbändigen Gesamtausgabe bei Splitter erschienen), der auf ein geteiltes Echo stieß (s. u. unter Rezeption).
Für das 2008 erschienene dritte Album der von Fabien Vehlmann geschriebenen Serie Allein (dt. bei Piredda) zeichnete Meyer für die Colorierung verantwortlich. In dem 2010 veröffentlichtem One Shot Die schwarze Seite (dt. 2011 bei Salleck), geschrieben von Denis Lapière und Frank Giroud, zeigte Meyer eine wichtige grafische Wendung. Der Band wurde 2011 mit dem Prix Diagonale als bestes Album ausgezeichnet. 2019 beteiligte er sich mit einem Beitrag an dem Asterix-Hommage-Band Asterix – Die Hommage und 2021 war er an der Anthologie Go West Young Man (dt. bei Splitter) beteiligt.

### Privates
Ralph Meyer lebt mit seiner Familie und der Katze Microbe in Lüttich.

## Rezeption
Bernd Weigand urteilt 2013 auf comicleser.de:
- „Seine [Ralph Meyers] Veröffentlichungen in Deutschland sind allesamt Volltreffer. Sei es der fantastische Dreiteiler ‚Tödliches Wiegenlied‘, den La Mangouste Band aus ‚XIII Mystery‘ oder zuletzt ‚Die schwarze Seite‘ bei Salleck. Alles feinste franko-belgische Comickunst auf höchstem Niveau, übrigens auch inhaltlich. Meyers realistischer, tusche-betonter Zeichenstil liegt irgendwo zwischen Giraud, Wilson und Boucq, bleibt dabei aber absolut eigenständig. Einen echten Meyer erkennt man sofort.“[8]

Diese Einschätzung steht im Zusammenhang einer Besprechung des Bandes Asgard, der deshalb mit „allesamt Volltreffer“ mitgemeint ist, ohne im Folgenden nochmal erwähnt zu werden. In Bezug auf diesen Band kommt Markus Drewermann auf literatopia.de zu einer anderen Einschätzung:
- „Die Zeichnungen von Ralph Meyer sind zwar gut, aber nichts besonderes. Eher durchschnittlich und konservativ wirken sie. Auf große Experimente lässt er sich nicht ein. Alles wirkt sehr routiniert. Sicher wissen die Bilder der Seeschlange zu beeindrucken und er schlägt genau das richtige Tempo während der Kämpfe an, ansonsten wird der Inhalt aber mehr über den Text transportiert und nicht über Gesichter, Körperhaltungen oder Atmosphäre schaffenden Bildern.“[9]

Drewermann konstatiert aber in seiner Besprechung von Undertaker 1 eine Verbesserung gegenüber Asgard und äußert sich in einer weiteren Rezension allgemein lobend über Meyers Arbeit bei der Serie Undertaker:
- „Während Ralph Meyers Zeichnungen bei Asgard nicht so recht zu überzeugen wussten, sind sie bei Undertaker bedeutend besser aufgehoben und ergänzen die Geschichte. Sein Stil ist immer noch kantig [...], allerdings erfüllen sie damit genau die Erfordernisse der Geschichte, die ebenso hart und kantig ist. Emotionen sind in den viel detaillierteren Gesichtern als noch bei Asgard ablesbar. Kämpfe und Actionszenen sind von der nötigen Rasanz und Spannung geprägt. Zwar scheut Meyer weiterhin vor Experimenten im Aufbau zurück und bevorzugt eine klassische Panelaufteilung, die aber hier gut zur Geschichte passt. Undertaker ist ein harter, blutiger Western, ohne Schnickschnack oder besonderes Brimborium und so müssen auch die Zeichnungen sein. So vermag Ralph Meyer dieses Mal die Geschichte mit seinen Bildern zu tragen und voranzutreiben.“[10]
- „Undertaker ist eine Paradereihe für Ralph Meyer, in der er sein Können zeigt.“[11]